# Josep Albareda
Josep Albareda (Vic, segle xix – Barcelona, 1871) fou músic i fundador i director d'una de les primeres corals que amb el nom de “El Ausonense” actuà en totes les manifestacions que a Vic es succeïren en aquell temps. Pels seus èxits fou anomenat el “Clavé Vigatà”. El Cercle Literari regalà a l'entitat Coral una senyera amb la qual es va presentar al gran festival dels Cors d'Espanya. És un autor de la música de la sarsuela històrica Elisenda de Monral. Intendent militar a Barcelona (1868).